# PIAV
A PIAV kérdőív az embereket irányító belső, rejtett mozgatórugók más szóval értékek, attitűdök feltárására alkalmas eszköz. A kérdőív eredményei alapján készített riport bemutatja és összeveti a jelölt által fontosnak tartott belső értékeket, és ez által megvilágítja a viselkedést meghatározó mögöttes célokat. Feltárja azokat a személyes motivációkat, melyek befolyásolják az egyén viselkedését, döntéseit és cselekedeteit.
A PIAV kérdőív azt a hat alapvető motivációs tényezőt tárja fel, amelyek meghatározzák viselkedésünket.
- Önfejlesztő attitűd: az ilyen ember szenvedélyesen keresi a problémák megoldását, a tudás megszerzésére, a valóság megismerésére, illetve minél több információ összegyűjtésére törekszik.
- Esztétikus attitűd: az ilyen ember számára a szépség, a harmónia, a szubjektív tapasztalatok, élmények, benyomások megélése és élvezete a legfontosabb. Célja az egyéni önkifejezés és önmaga megvalósítására való törekvés.
- Hasznosság attitűd: ezzel a beállítottsággal rendelkező személy a gazdaságosságot tartja szem előtt, befektetett energiájáért cserébe maximális megtérülést vár, hatékonyan használja fel idejét, tehetségét és erőforrásait.
- Szociális attitűd: ezzel a fajta hozzáállással az egyén számára a legfőbb értéket mások támogatása, mások céljainak valóra váltása jelenti. A ráfordított időért és energiáért nem vár viszonzást, mindezt önzetlenül teszi.
- Individuális attitűd: az egyén számára elsődlegesen az önérvényesítés, a hatalmi pozíció megszerzése a legfontosabb. Vezetni, irányítani és befolyásolni akar másokat, győzelemre törekszik.
- Tradicionális attitűd: az ilyen beállítottsággal rendelkező személy rendszert keres az életében, világosan megfogalmazott szabályok, elvek és tradíciók vezérlik, konzervativizmus és az elvekhez való ragaszkodás, elvhűség jellemzi.

A rendszer az értékeket megjeleníti mind az egyénre hatóerő szempontjából (erős, helyzetfüggő, közömbös), mind pedig az egymáshoz viszonyított sorrend, illetve a populációs átlaghoz viszonyított (relatív) erősség szerint. 
A PIAV alkalmazási területei
- kiválasztási döntés segítése,
- kapcsolatmenedzsment,
- konfliktuskezelés,
- karriertervezés,
- csapatépítés,
- munkahelyi elégedettség növelése,
- önismeret fejlesztése,
- a beosztottakat motiváló tényezők azonosítása.